# Agbani Darego

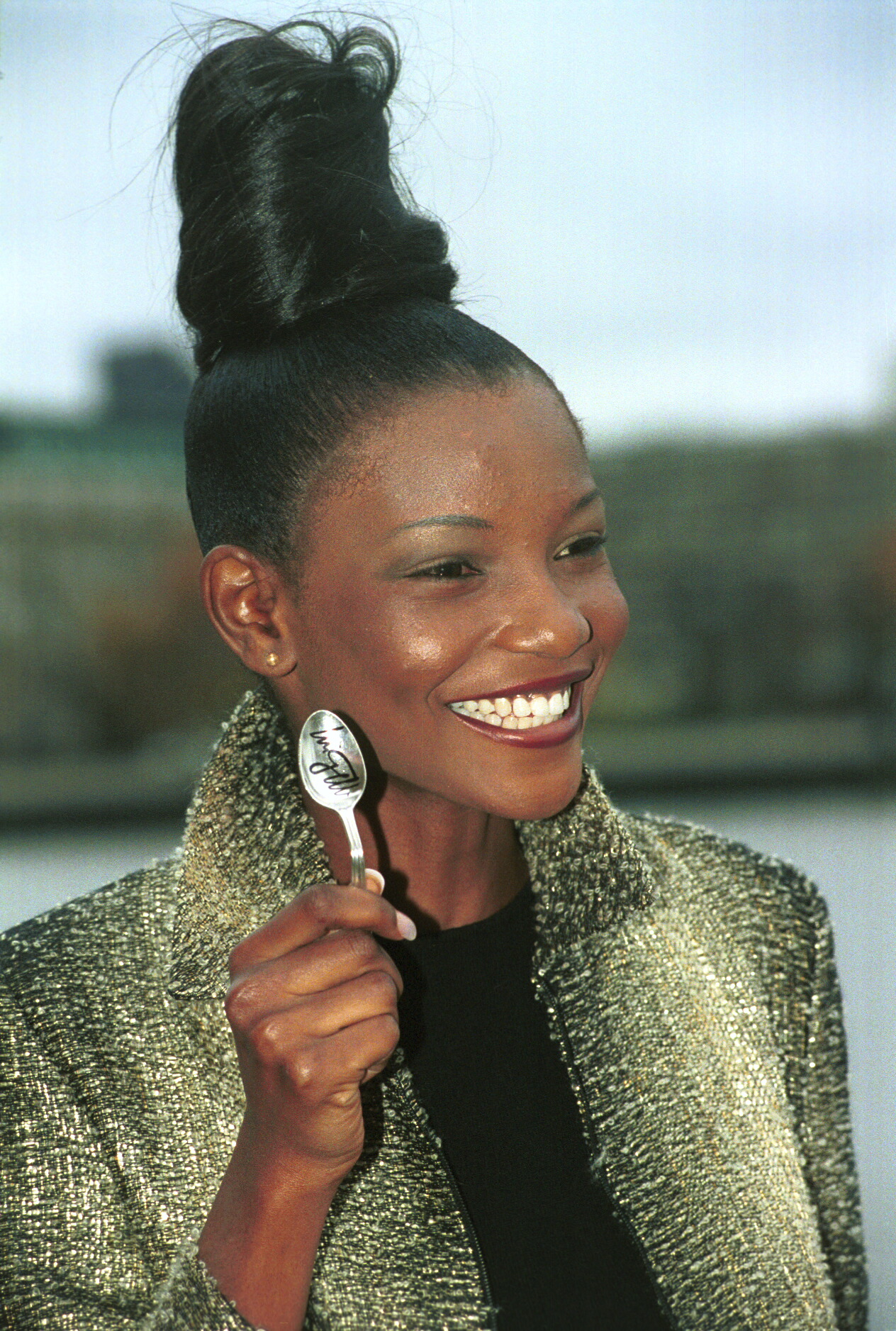
Agbani Darego (2001)

Ibiagbanidokibubo „Agbani“ Asenite Darego (* 22. Dezember 1982) ist ein nigerianisches Model. Sie gewann 2001 den Titel der Miss World.

## Leben
Darego gewann 2001 den nationalen Schönheitswettbewerb Most Beautiful Girl in Nigeria (MBGN). Sie nahm ebenso am Face of Africa-Wettbewerb teil, einem Model-Contest, scheiterte jedoch in der ersten Runde. Während eines Studiums an der Universität von Port Harcourt repräsentierte sie Nigeria bei der Wahl zur Miss Universe, die in Bayamon (Puerto Rico) abgehalten wurde. Sie beendete den Wettbewerb als einzige Schwarze an siebenter Stelle.

### Miss World
Im November 2001 nahm Agbani Darego in Sun City (Südafrika) am 51. Miss-World-Wettbewerb teil, der vom amerikanischen Talkmaster Jerry Springer moderiert wurde. Die damals 18-Jährige gewann in der Finalrunde vor Miss Schottland und Miss Aruba. Sie war die erste schwarze Miss World aus Afrika. 
Ursprünglich sollte die darauffolgende Wahl im Jahr 2002 in Daregos Heimatland Nigeria abgehalten werden. Unruhen und eine schwierige politische Lage vor allem im Norden des Landes führten dazu, dass die Wahl schließlich in London (Großbritannien) abgehalten wurde.
Im Oktober 2010 nahm Darego als Jurorin an der 60. Miss-World-Wahl im chinesischen Sanya teil. Dort kürte sie unter anderem gemeinsam mit den ehemaligen Titelträgerinnen Denise Perrier (Miss World 1953), Ann Sidney (Miss World 1964), Mary Stävin (Miss World 1977), María Julia Mantilla (Miss World 2004), Zhang Zilin (Miss World 2007) und Xenia Suchinowa (Miss World 2008) die 18-jährige US-Amerikanerin Alexandria Mills zur Siegerin.

### Weitere Karriere
Nach ihrer Regentschaft als Miss World verließ Agbani Darego 2002 die Universität von Port Harcourt. Sie unterzeichnete einen Vertrag bei der Modelagentur Next Model Management und arbeitete in Europa an ihrer Karriere als Model. Auftraggeber war unter anderem der französische Kosmetikkonzern L’Oréal.